# Once in a Lifetime
«Once in a Lifetime» (с англ. — «Единожды в жизни») — песня американской рок-группы Talking Heads, спродюсированная и написанная вместе с Брайаном Ино. Композиция является ведущим синглом четвёртого студийного альбома коллектива, Remain in Light (1980), в поддержку которого была выпущена 2 февраля 1981 года звукозаписывающей компанией Sire Records.
Песня была сочинена на основе интенсивных джем-сейшенов, вдохновлённых творчеством музыкантов жанра афробит, таких как Фела Кути. В свою очередь, слова песни, а также исполнительская манера Дэвида Бирна были навеяны выступлениями проповедников. В музыкальном клипе, сорежиссёром которого выступила Тони Бэзил, Бирн танцует на фоне кадров религиозных ритуалов.
В 1986 году концертная версия песни, взятая из фильма Stop Making Sense (1984), отметилась в чарте Billboard Hot 100. В 2021 году сингл получил «золотую» сертификацию в Великобритании. National Public Radio отметила эту композицию в качестве одного из «100 важнейших американских музыкальных произведений XX века». Также «Once in a Lifetime» входит в список Зала славы рок-н-ролла «500 песен, которые сформировали рок-н-ролл».

## Запись
Как и другие песни альбома Remain in Light, Talking Heads и продюсер Брайан Ино сконструировали «Once in a Lifetime» из отрывков джем-сейшенов, которые звучали наиболее интересно. Позже музыкант Роберт Палмер добавил в композицию перкуссию. На создание композиции повлиял ранний хип-хоп и музыка жанра афробит таких артистов, как Фела Кути, творчество которого группе продемонстрировал Ино. Певец Дэвид Бирн сравнил процесс создания песни современными лупингом и сэмплированием, описывая музыкантов как «человеческих сэмплеров». По словам Бирна, песня стала результатом тщетных попыток группы сыграть фанк, непреднамеренно создавая вместо этого что-то новое.
Изначально песня не сильно нравилась Ино, и группа почти отказалась от неё. По словам клавишника Джерри Харрисона, «из-за того, что в ней было мало смен аккордов, и всё звучало как в каком-то трансе … было сложнее подобрать слова для припевов». Однако Бирн верил в песню и чувствовал, что может написать к ней текст. Ино развил мелодию припева, пропев без слов, и всё «встало на свои места». Харрисон придумал «пузырящуюся» синтезаторную партию и добавил в мелодию кульминацию на органе Хаммонда, навеянную песней «What Goes On» группы Velvet Underground.
Ино интерпретировал ритм иначе, чем группа; он воспроизводя третий такт как первый. Он призвал музыкантов исполнять ритм по-разному, тем самым гиперболизируя различные ритмические элементы. По словам продюсера, «За счёт этого в песне есть забавный баланс, с двумя центрами тяжести — их фанк-грув и моё понимание ритма в стиле дабби, регги; это немного похоже на то, как в песнях Фела Кути будет одновременно звучать несколько ритмов, искажая друг друга».
По словам бас-гитаристки Тины Уэймут, её муж, барабанщик Крис Франц, придумал басовую линию на ходу — выкрикивая ноты во время джема и она сымитировала их на бас-гитаре. Уэймут отмечала, что она хотела оставить побольше места для окружающей её какофонии: «Пытаясь подстроится под грув я чувствовала себя будто плотник заколачивающий гвозди». Ино хотел убрать первую ноту из басовой линии, поскольку считал её звучание слишком «очевидным», и сам перезаписал эту часть. Однако, когда группа вернулась в Нью-Йорк, а Ино ушёл домой, звукоинженер попросил Уэймут перезаписать басовую партию. Бас-гитаристка вспоминала: «Между мной и Брайаном не было скандала, как это иногда преподносят, это был просто небольшой музыкальный спор».

## Тематика песни
Слова песни являются импровизацией Бирна — музыкант представлял как бы он читал проповедь перед хором отвечающих его прихожан. Вокал фронтмена «наполовину произнесён, наполовину спет», а текст повествует о жизни в «красивом доме» с «красивой женой» и «большим автомобилем».
Музыкальный обозреватель газеты Guardian Джек Малкольм предположил, что песню можно интерпретировать «как размышление, в стиле арт-поп, об экзистенциальной бомбе замедленного действия — бесконтрольного потребления и преклонного возраста». По словам критика портала AllMusic Стива Хьюи, текст песни посвящён «тяжёлой жизни в соответствии с социальными ожиданиями и погоне за общепринятыми трофеями (большой автомобиль, красивый дом, красивая жена)». Хотя у лирического героя есть эти трофеи, он сомневается, реальны ли они и как он их добился, раскрывая, своего рода, экзистенциальный кризис.
Бирн отрицал, что текст обращён к потребительскому стилю жизни яппи, подчёркивая, что песня была о бессознательном: «Мы работаем в полусне или на автопилоте, и в конечном счёте, как бы то ни было, у нас есть дом, семья, работа и все остальное, но мы всё не можем остановиться и задать себе вопрос: „Как я до этого дошёл?“».

## Музыкальное видео
В музыкальном клипе Бирн появляется в большой пустой белой комнате, одетый в костюм, галстук-бабочку и очки. На заднем плане, проецирующимся через хромакей, появляются кадры религиозных ритуалов или нескольких двойников. Бирн танцует невпопад, имитируя движения ритуалов и двигаясь в «спазматических» изгибах всего тела. В конце видео «нормальная» версия Бирна появляется в чёрной комнате, одетая в белую рубашку с открытым воротом без очков.
Автором клипа выступила хореограф Тони Бэзил в соавторстве с Бирном. Они изучили архивные кадры «проповедников, евангелистов, людей в трансе, африканских племён, японских религиозных сект», чтобы Бирн мог включить их элементы в свой перформанс. Одним из прямых источников вдохновения был телепроповедник Эрнест Англи. По словам Бэзил, «Дэвид сымпровизировал хореографию. Я установила камеру, поставил его перед ней и попросил воплотить эти идеи. Затем я вышла из комнаты, чтобы он мог побыть наедине с самим собой. Я вернулся, посмотрел видеозапись, и мы выбрали движения, которые сочетались с музыкой. Я просто помогла немного стилизовать его движения». Чтобы подчеркнуть отрывистые движения Бирна, Бэзил использовала «старомодный» зум-объектив. Видео получилось очень низкобюджетным; Бэзил описал его как «настолько низкотехнологичное, насколько могло быть и в то же время смотрибельное».

## Выпуск
Сингл «Once in a Lifetime» занял 14-е место в британском чарте UK Singles Chart и 31-е — в голландском Dutch Top 40. 19 января 2018 года сингл получил «золотую» сертификацию (проданных 400 000 копий) в Соединённом Королевстве. В начале 1986 года концертная версия песни, взятая из фильма Stop Making Sense (1984), попала в американский чарт Billboard Hot 100, где заняла заняла 91-е место. Ранняя версия «Once in a Lifetime», под названием «Right Start», была выпущена в 2006 году в переиздании альбома Remain in Light.

## Влияние
В 1996 году персонаж «Шоу Маппетов» Лягушонок Кермит исполнил «Once in a Lifetime» в одном из эпизодов телевизионной передачи Muppets Tonight. Кермит появляется в «безразмерном костюме» Бирна и имитирует танцы музыканта из фильма Stop Making Sense. В 2016 публицист газеты Guardian Малкольм Джек написал: «„Once in a Lifetime“ — это вещь головокружительной силы, красоты и таинства … она единственная и неповторимая в истории поп-музыки». В 2000 году организация NPR назвала «Once in a Lifetime» одним из «100 самых важных американских музыкальных произведений XX века». Написавший эссе ко всем песням из этого рейтинга, музыкант Трэвис Моррисон назвал «Once in a Lifetime» «идеальной песней»: «Её слова поразительны — они бессмысленны и очень важны одновременно. Они так же хороши, как текст рок-песни». Помимо этого песня была введена в список Зала славы рок-н-ролла — «500 песен, которые сформировали рок-н-ролл». В 2003 году музыкальный критик Би-би-си Крис Джонс описал видео песни как «весёлое» и «такое же неотразимое, как 20 лет назад». В 2021 году журнал Rolling Stone поставил его на 81-е место списка «100 лучших клипов всех времён».

## Участники записи
| Talking Heads - Дэвид Бирн — ведущий вокал, гитара - Джерри Харрисон — синтезатор, орган Хаммонда, бэк-вокал - Тина Уэймут — бас-гитара, бэк-вокал - Крис Франц — ударные | Дополнительные музыканты - Брайан Ино — синтезатор, перкуссия, бэк-вокал - Нона Хендрикс — бэк-вокал - Эдриан Белью — гитара - Роберт Палмер — перкуссия |

## Чарты
| Чарт (1981)                             | Высшая позиция |
| --------------------------------------- | -------------- |
| Australian Singles Chart                | 23             |
| Canadian Singles Chart                  | 28             |
| Dutch Singles Chart                     | 24             |
| Irish Singles Chart                     | 16             |
| UK Singles Chart                        | 14             |
| US Billboard Bubbling Under the Hot 100 | 103            |

| Чарт (1985)               | Высшая позиция |
| ------------------------- | -------------- |
| Dutch Singles Chart       | 22             |
| New Zealand Singles Chart | 15             |
| US Billboard Hot 100      | 91             |